# Europees Comité van de Regio's

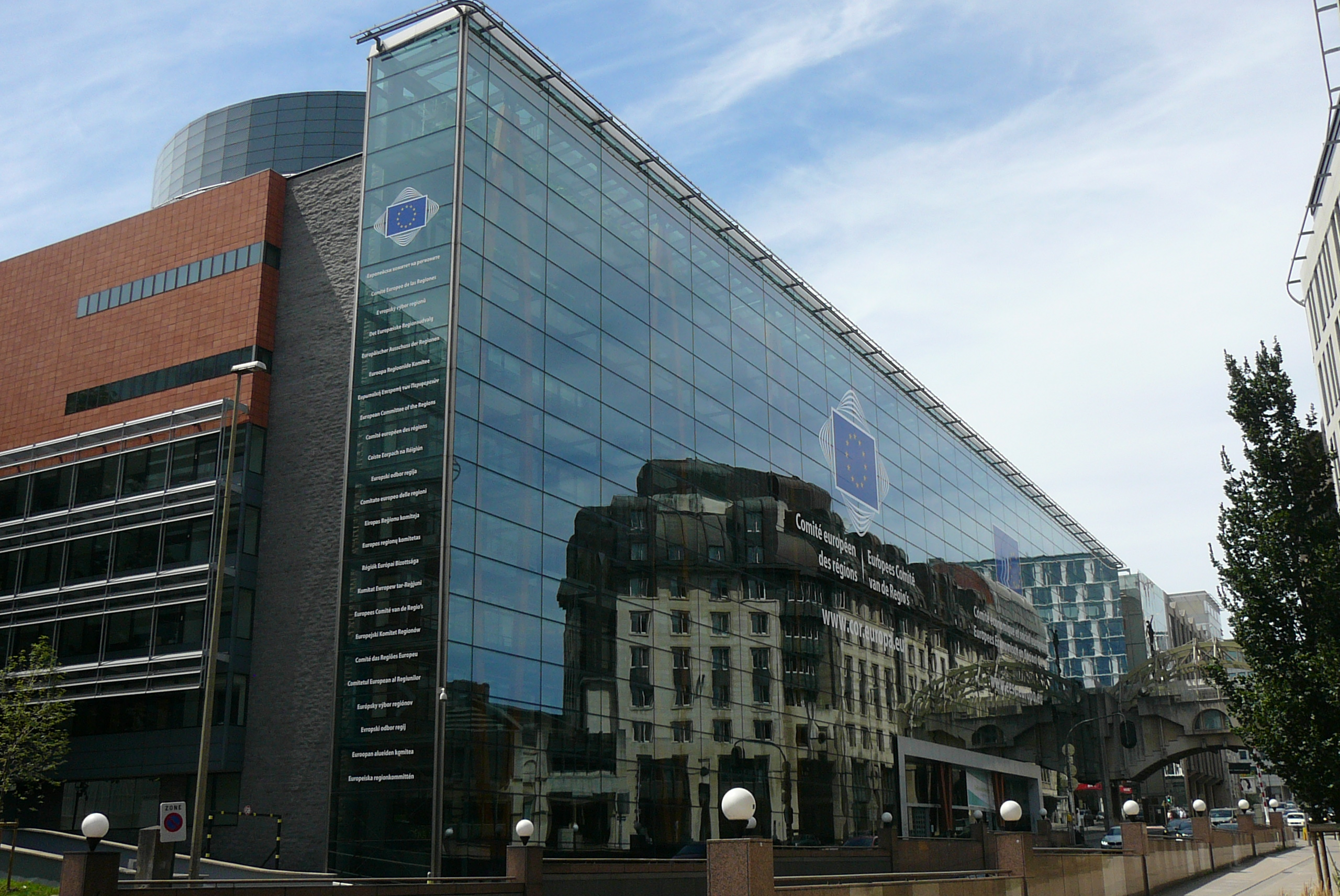
Comité van de Regio's

Het Europees Comité van de Regio's  (CvdR) is een politiek orgaan van de Europese Unie waarin vertegenwoordigers van het lokale en regionale bestuur zetelen. Het CvdR biedt decentrale overheden (regio's, districten, provincies, gemeenten en steden) de mogelijkheid om de instellingen van de EU rechtstreeks van advies te dienen.
De oprichting van het Comité van de Regio's in 1994 had een tweeledig doel. Ten eerste wordt ongeveer drie kwart van de EU-wetgeving op decentraal niveau uitgevoerd, waardoor het zinvol was om vertegenwoordigers van lokale en regionale overheden te betrekken bij de totstandkoming van nieuwe Europese regels. Ten tweede was men bang dat het publiek steeds verder af zou komen te staan van het proces van Europese integratie. Eén manier om die afstand te verkleinen, was de gekozen bestuursorganen die het dichtst bij de burgers staan een taak te geven in de beleidsvorming.

## Geschiedenis
De lokale en regionale overheden in de Europese Unie vonden dat ze een grotere stem moesten krijgen in de Europese besluitvorming. Daarom werd bij het Verdrag van Maastricht het Europees Comité van de Regio's opgericht, en mochten lidstaten zich in de Raad van de EU laten vertegenwoordigen door ministers uit hun regionale regeringen.
1992: Verdrag van Maastricht 
De staatshoofden en regeringsleiders van de EU besluiten het Comité van de Regio's (CvdR) op te richten als een adviesorgaan dat regio's en steden een stem moet geven in het EU-besluitvormingsproces en een directe link kan leggen tussen Brussel en de Europese burgers. Krachtens dit Verdrag dienen de Europese Commissie en de Raad het CvdR te raadplegen over belangrijke kwesties van regionaal belang. CvdR-leden worden benoemd door de regeringen van de lidstaten voor een periode van vier jaar. In maart 1994 houdt het CvdR in Brussel zijn eerste plenaire zitting.
1995: Uitbreiding van de EU 
Na de toetreding van Oostenrijk, Finland en Zweden stijgt het aantal CvdR-leden van 189 tot 222.
1997: Verdrag van Amsterdam 
Dit verdrag breidt de bevoegdheden van het CvdR uit: het kan zich nu over ongeveer twee derde van de EU-wetgevingsvoorstellen uitspreken. Het CvdR kan voortaan ook door het Europees Parlement worden geraadpleegd.
2001: Verdrag van Nice 
Dit verdrag versterkt de democratische legitimiteit van het CvdR daar het voorschrijft dat zijn leden gekozen moeten zijn of politiek verantwoording verschuldigd zijn aan een gekozen regionale of lokale vergadering. Het maximum aantal leden wordt in het verdrag opgetrokken tot 350.
2002-2003: Conventie over de toekomst van de EU 
CvdR-leden nemen deel aan de Conventie die een grondwet voor de EU moet opstellen. In de ontwerpgrondwet worden de rol en bevoegdheden van lokale en regionale overheden expliciet erkend. Het CvdR kan zelfs naar het Europees Hof van Justitie stappen als het vindt dat EU-wetgeving niet strookt met het subsidiariteitsbeginsel.
Mei 2004: EU-uitbreiding 
Door de toetreding van tien nieuwe lidstaten stijgt het ledenaantal van 222 tot 317.
Februari 2006: Een nieuwe vierjarige mandaatsperiode gaat van start 
De beleidsprioriteiten van het CvdR zijn: de rol van de lokale en regionale overheden een impuls geven overeenkomstig de Lissabon-strategie voor banen en groei, de cohesie en solidariteit versterken, de campagne "Europa voor het voetlicht brengen – óók lokaal" voeren om de EU dichter bij de burger te brengen.
Januari 2007: EU-uitbreiding 
Met de toetreding van Bulgarije en Roemenië komt het aantal leden op 344.
December 2007: Verdrag van Lissabon 
Het Verdrag van Lissabon bekrachtigt het recht van het CvdR om zich ter bescherming van zijn prerogatieven en het subsidiariteitsbeginsel tot het Hof van Justitie van de Europese Unie te wenden – een recht dat al werd erkend door de Conventie over de toekomst van de EU. Hiermee wordt de politieke rol van het CvdR versterkt daar het aldus in staat wordt gesteld krachtdadiger op te komen voor de belangen van de regionale en lokale overheden. Met het Verdrag van Lissabon wordt de ambtstermijn van CvdR-leden opgetrokken van vier tot vijf jaar.
Juli 2013: EU-uitbreiding 
Met de toetreding van Kroatië komt het aantal leden op 353 (later teruggebracht tot 350).

## Beginselen
Aan de werkzaamheden van het Comité liggen drie belangrijke beginselen ten grondslag:
SubsidiariteitDit beginsel, dat tegelijk met de oprichting van het CvdR in de Verdragen is vastgelegd, houdt in dat besluiten in de Europese Unie zo dicht mogelijk bij de burger moeten worden genomen. De EU dient derhalve geen taken op zich te nemen die thuishoren bij nationale, regionale of lokale overheden.
NabijheidAlle bestuurslagen dienen "dicht bij de burger" te opereren, in het bijzonder door hun werk op doorzichtige wijze te organiseren, zodat de burgers weten wie wat doet en hoe zij hun stem kunnen laten horen.
PartnerschapVerstandig Europees bestuur houdt samenwerking in tussen Europese, nationale, regionale en lokale overheden, die alle vier onmisbaar zijn en bij het hele "meerlagige" besluitvormingsproces (multilevel governance) moeten worden betrokken.

## Bevoegdheden
De Verdragen stellen raadpleging van het CvdR door de Europese Commissie en de Raad van de Europese Unie verplicht wanneer voorstellen voor beleid of wetgeving terreinen betreffen die gevolgen hebben voor het regionale of lokale bestuursniveau. Daarbuiten mogen de Commissie, de Raad en het Europees Parlement het CvdR om advies vragen wanneer zij denken dat een bepaald voorstel belangrijke lokale of regionale implicaties heeft. Het CvdR mag ook op eigen initiatief advies uitbrengen, waardoor het bepaalde onderwerpen op de EU-agenda kan zetten.
Het CvdR heeft sinds de inwerkingtreding van het Verdrag van Lissabon na de ratificatie door alle EU-lidstaten het recht (geprivilegieerde status) om beroep in te stellen bij het Hof van Justitie (artikel 8 van Protocol nr. 2 betreffende de toepassing van de beginselen van subsidiariteit en evenredigheid).

## Zetel en samenstelling
Het Comité van de Regio's is gezeteld in het Jacques Delorsgebouw in Brussel en het Bertha von Suttnergebouw.
Het CvdR telt momenteel 350 leden en evenveel plaatsvervangers; het aantal leden per land wordt bepaald door de bevolkingsomvang van dat land. 
De zetelverdeling per land is als volgt:
| Land                | Zetels |
| ------------------- | ------ |
| België              | 12     |
| Bulgarije           | 12     |
| Cyprus              | 5      |
| Denemarken          | 9      |
| Duitsland           | 24     |
| Estland             | 6      |
| Finland             | 9      |
| Frankrijk           | 24     |
| Griekenland         | 12     |
| Hongarije           | 12     |
| Ierland             | 9      |
| Kroatië             | 9      |
| Italië              | 24     |
| Letland             | 7      |
| Litouwen            | 9      |
| Luxemburg           | 5      |
| Malta               | 5      |
| Nederland           | 12     |
| Oostenrijk          | 12     |
| Polen               | 21     |
| Portugal            | 12     |
| Roemenië            | 15     |
| Slovenië            | 7      |
| Slowakije           | 9      |
| Spanje              | 21     |
| Tsjechië            | 12     |
| Verenigd Koninkrijk | 24     |
| Zweden              | 12     |
| Totaal              | 350    |

## Organisatie
Voorzitter
De voorzitter, die voor tweeënhalf jaar wordt gekozen tijdens de zitting, leidt de werkzaamheden van het Comité in goede banen, zit de plenaire vergaderingen voor en is de officiële vertegenwoordiger van het CvdR. Tüttő Kata werd in februari 2025 verkozen als voorzitter van het Europees Comité van de Regio's.   
Voorzitters van het Comité van de Regio's
| Voorzitter              | Regio                          | Periode    | Europese fractie                         |
| ----------------------- | ------------------------------ | ---------- | ---------------------------------------- |
| Jacques Blanc           | Languedoc-Roussillon           | 1994–1996  | Europese Volkspartij                     |
| Pasqual Maragall i Mira | Barcelona                      | 1996–1998  | Partij van de Europese Sociaaldemocraten |
| Manfred Dammeyer        | Noordrijn-Westfalen            | 1998–2000  | Partij van de Europese Sociaaldemocraten |
| Jos Chabert             | Brussels Hoofdstedelijk Gewest | 2000–2002  | Europese Volkspartij                     |
| Albert Bore             | Birmingham                     | 2002–2004  | Partij van de Europese Sociaaldemocraten |
| Peter Straub            | Baden-Württemberg              | 2004–2006  | Europese Volkspartij                     |
| Michel Delebarre        | Nord-Pas-de-Calais             | 2006–2008  | Partij van de Europese Sociaaldemocraten |
| Luc Van den Brande      | Vlaanderen                     | 2008–2010  | Europese Volkspartij                     |
| Mercedes Bresso         | Piëmont                        | 2010–2012  | Partij van de Europese Sociaaldemocraten |
| Ramón Luis Valcárcel    | Murcia                         | 2012–2014  | Europese Volkspartij                     |
| Michel Lebrun           | Wallonië                       | 2014–2015  | Europese Volkspartij                     |
| Markku Markkula         | Espoo                          | 2015–2017  | Europese Volkspartij                     |
| Karl-Heinz Lambertz     | Duitstalige Gemeenschap        | 2017–2020  | Partij van de Europese Sociaaldemocraten |
| Apostolos Tzitzikostas  | Centraal-Macedonië             | 2020–2022  | Europese Volkspartij                     |
| Vasco Cordeiro          | Azoren                         | 2022–2025  | Partij van de Europese Sociaaldemocraten |
| Tüttő Kata              | Boedapest                      | 2025–heden | Partij van de Europese Sociaaldemocraten |

Eerste vicevoorzitter
De eerste vicevoorzitter wordt ook gekozen voor tweeënhalf jaar en vervangt de voorzitter als deze afwezig is. Markku Markkula (Finland / Europese Volkspartij, EPP), lid van de Espoo gemeenteraad is verkozen als vicepresident van het Europees Comité van de Regio's op 12 juli 2017.
Bureau
Het bureau is het bestuursorgaan van het CvdR. Het telt 63 leden : een voorzitter, een eerste vicevoorzitter, 28 vicevoorzitters (een per lidstaat), de voorzitters van de CvdR-fracties, en 28 andere leden van de nationale delegaties, die een afspiegeling zijn van de nationale zetelverdeling en de politieke verhoudingen. Het bureau komt over het algemeen zeven tot acht keer per jaar bijeen, stelt het beleidsprogramma van het CvdR op en geeft het secretariaat aanwijzingen m.b.t. de tenuitvoerlegging van zijn besluiten.
Voltallige vergadering
De CvdR-leden komen zesmaal per jaar in voltallige vergadering bijeen om adviezen, rapporten en resoluties te bespreken en goed te keuren.
Interne commissies
De werkzaamheden van het CvdR worden verdeeld over een aantal vakcommissies, die zich bezighouden met de volgende beleidsterreinen: 
- burgerschap, governance, institutionele en externe aangelegenheden (CIVEX)
- territoriale samenhang en EU-begroting (COTER)
- economisch beleid (ECON)
- milieu, klimaatverandering en energie (ENVE)
- natuurlijke hulpbronnen (NAT)
- sociaal beleid, onderwijs, werkgelegenheid, onderzoek en cultuur (SEDEC)

Zij stellen ontwerpadviezen op en houden conferenties en seminars over onderwerpen die te maken hebben met hun bevoegdheidsterrein. Iedere commissie telt ongeveer 100 leden (elk lid kan deel uitmaken van twee commissies)en wordt bijgestaan door een secretariaat. Daarnaast wordt het bureau bijgestaan door een Commissie voor Administratieve en Financiële Aangelegenheden (CAFA.
Fracties
Het CvdR telt zeven fracties: de Europese Volkspartij (EVP), de Partij van de Europese Socialisten (PSE), Renew Europe, de Europese Conservatieven en Hervormers (ECR), de Europese Alliantie (EA) en De Groenen. Een lid is niet verplicht zich aan te sluiten bij een van deze fracties. In dat geval staat het lid bekend als 'Not Affiliated' (niet gelieerd). Voor Nederland geldt dit voor Bram Schmaal, plaatsvervanger van het Europees Comité van de Regio’s die als gedeputeerde van Provinciale Staten de regio Groningen vertegenwoordigt. Alle Belgische leden zijn aangesloten bij een van de genoemde fracties. De leden van elke fractie komen voor belangrijke vergaderingen bijeen om gemeenschappelijke standpunten vast te stellen. De fracties moeten niet verward worden met de fracties in het Europese Parlement, een andere instelling van de Europese Unie. 
Conferentie van voorzitters
De CvdR-voorzitter, de eerste vicevoorzitter en de voorzitters van de fracties en de fractiesecretaris vergaderen in een conferentie van voorzitters voor elke plenaire zitting en voor andere belangrijke vergaderingen teneinde een politieke consensus te bereiken over strategische kwesties.
Nationale delegaties
Het CvdR telt voorts 28 nationale delegaties. Leden komen voor plenaire zittingen en andere evenementen in hun nationale delegaties bijeen om gemeenschappelijke standpunten te bespreken.
Secretaris-generaal
De secretaris-generaal wordt voor vijf jaar benoemd door het bureau. Als hoofd van het CvdR-secretariaat mag hij geen politiek mandaat uitoefenen. Hij is er verantwoordelijk voor dat de besluiten van het bureau worden uitgevoerd en dat het secretariaat soepel functioneert. Jirí Buriánek is de huidige secretaris-generaal van het CvdR (sinds 1 september 2014).
Secretariaat-generaal
Het secretariaat-generaal bestaat uit vijf directoraten: Leden en zittingen; Wetgevingswerkzaamheden  1; Wetgevingswerkzaamheden 2; Communicatie; Personeel en financiën. Het directoraat Logistiek en het directoraat Vertaling worden gedeeld met het Europees Economisch en Sociaal Comité.

## Werkzaamheden
Adviezen
De Commissie de Raad en het Europees Parlement raadplegen het CvdR als zij wetgeving opstellen (richtlijnen, verordeningen, enz.) over onderwerpen van lokaal en regionaal belang. Die ontwerpwetgeving wordt naar de desbetreffende CvdR-commissie gestuurd. Vervolgens wordt een rapporteur aangewezen, die namens het Comité een (ontwerp)advies gaat opstellen. Dit ontwerpadvies moet eerst door de CvdR-commissie zijn aangenomen voordat het tijdens de plenaire zitting wordt besproken. Wanneer het advies definitief wordt goedgekeurd door de voltallige vergadering, wordt het naar alle Europese instellingen gestuurd en in het Publicatieblad van de Europese Unie gepubliceerd.
Resoluties
Via resoluties kan het Comité zijn mening over belangrijke en actuele kwesties kenbaar maken. De fracties van het CvdR of 32 CvdR-leden kunnen ook resoluties opstellen.
Studies en andere publicaties
Het CvdR publiceert studies over verschillende kwesties van lokaal en regionaal belang (onderwijs, vervoer, sociale zaken, EU-uitbreiding, enz.). Deze studies worden opgesteld met de hulp van externe deskundigen. Het CvdR brengt ook publicaties uit voor zowel het brede publiek als regionale en lokale actoren waarin het zijn werkzaamheden toelicht en actuele beleidsontwikkelingen uiteenzet.
Evenementen
Als trefpunt voor regio's en steden organiseert het CvdR in samenwerking met lokale en regionale partners en andere EU-instellingen conferenties, seminars en tentoonstellingen. Eenmaal per jaar verwelkomt het CvdR tijdens de Europese week van regio's en steden (OPEN DAYS) in zijn gebouw te Brussel duizenden bezoekers die deelnemen aan levendige discussies of op zoek zijn naar partners voor samenwerking in gezamenlijke projecten.